# Ljubno ob Savinji
Ljubno ob Savinji este o localitate din comuna Ljubno, Slovenia, cu o populație de 1.155 de locuitori.